# ورد متعدد الأزهار
ورد متعدد الأزهار (الاسم العلمي:Rosa multiflora) هو نوع من النباتات يتبع جنس الورد من الفصيلة الوردية. ويعرف باسم وردة صغيرة ، وردة يابانية ، موطنه أمريكا الشمالية